# Choteč (okres Pardubice)
Obec Choteč (německy:Chotsch) se nachází zhruba 9 km severovýchodně od Pardubic, v okrese Pardubice, kraj Pardubický. Žije zde 357 obyvatel. Vesnicí protéká Ředický potok.

## Historie
První písemná zmínka o obci pochází z roku 1394.

## Pamětihodnosti
- Zvonice na návsi
- Most přes Ředický potok
- Pomník padlých (Choteč)
- pískovcový krucifix

## Galerie

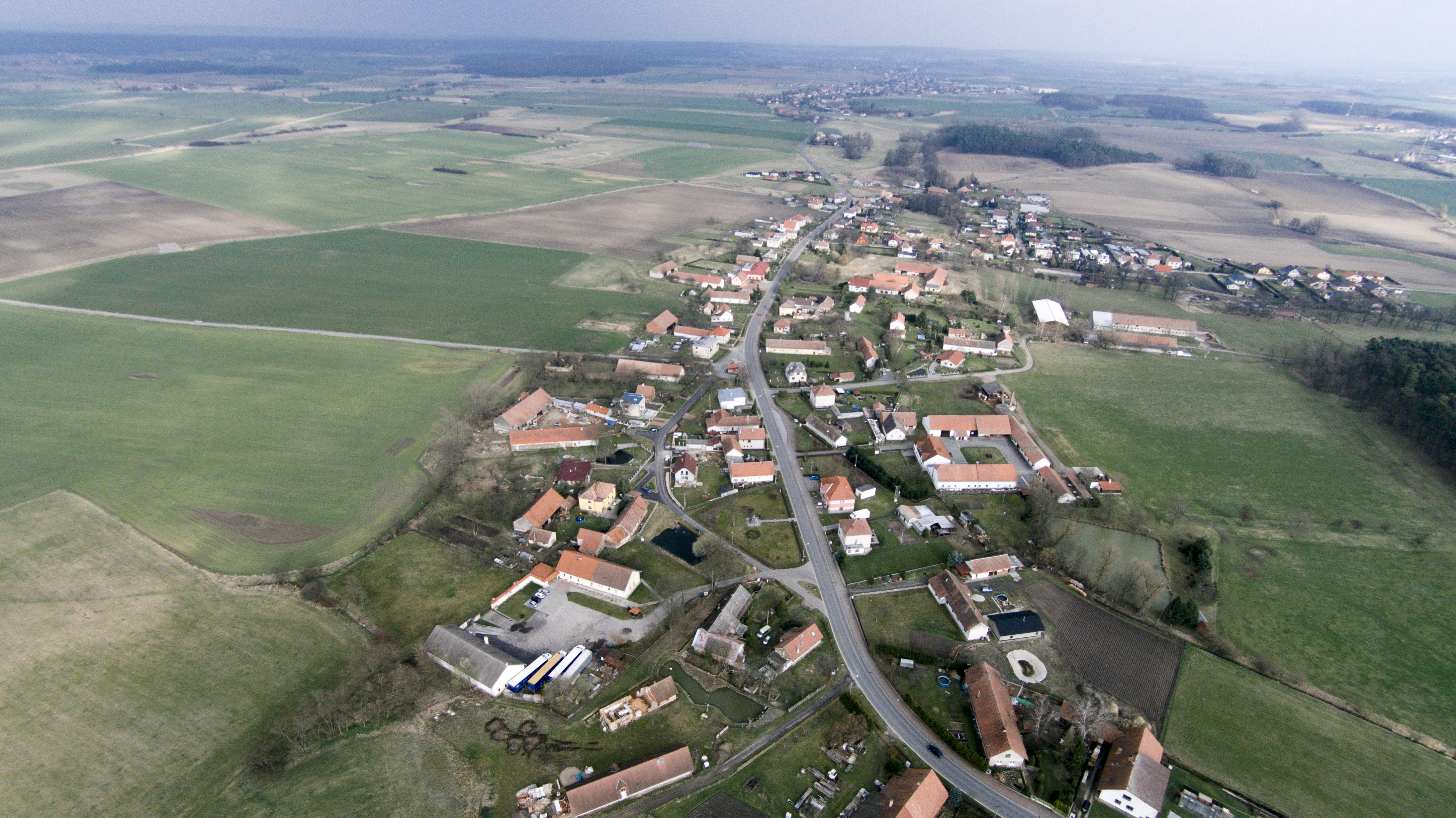
Letecký snímek obce